# گوسف (اوبلاست کالینینگراد)
شهر گوسف (به روسی: Гусев) در کشور روسیه و در اوبلاست کالینینگراد واقع شده‌است.